# Венгерская рапсодия (1928)
«Венгерская рапсодия» (нем. Ungarische Rhapsodie) — немецкий немой художественный фильм режиссёра Ганса Шварца, снятый в 1928 году на студии Universum Film AG по сценарию Джоэ Мая.
Длительность фильма 97 мин.
Премьера состоялась в том же году 	5 ноября 1928 года, это был один из самых популярных немецких фильмов, выпущенных в том году. В 1929 году к фильму был добавлен саундтрек, в результате чего продюсер UFA Эрих Поммер назвал его своим первым «звуковым фильмом».
Декорации к фильму разработал художник-постановщик Эрих Кеттельхут.

## Сюжет
Фильм повествует о жизни обедневшего венгерского аристократа и о супружеской неверности.
Девушка среднего класса соглашается выйти замуж за молодого дворянина, армейского офицера, опозорившего себя скандальным поведением, связавшегося с женой пожилого венца.

## В ролях
- Лиль Даговер — Камилла
- Вилли Фрич — лейтенант Франц, граф Турочи
- Дита Парло — Марика
- Фриц Грайнер — Инженер Фатер
- Гизела Батори — Фрау Доци
- Эрих Кайзер-Тиц — генерал Хоффман
- Леопольд Крамер — Барон Барсоди
- Андор Хелтай — примас
- Гарри Хардт — оберлейтенант Барани
- Освальдо Валенти —  Прапорщик
- Пауль Хёрбигер — Кельнер
- Макс Вогрич — Бишоф